# Dontae Richards-Kwok
Dontae Richards-Kwok (* 1. März 1989) ist ein kanadischer Sprinter.
Bei den Panamerikanischen Spielen 2011 in Guadalajara schied er über 200 m im Halbfinale und über 100 m im Vorlauf aus und kam in der 4-mal-400-Meter-Staffel auf den fünften Platz.
2013 gewann er mit der kanadischen Mannschaft bei den Leichtathletik-Weltmeisterschaften in Moskau Bronze in der 4-mal-100-Meter-Staffel. Bei den Spielen der Frankophonie in Nizza holte er Silber über 100 m und Gold in der 4-mal-100-Meter-Staffel.
2014 erreichte er bei den Commonwealth Games in Glasgow über 100 m das Halbfinale. Im Finale der 4-mal-100-Meter-Staffel erreichte er mit dem kanadischen Team nicht das Ziel.
Bei den Panamerikanischen Spielen 2015 wurde er im Vorlauf der 4-mal-100-Meter-Staffel eingesetzt. Das kanadische Quartett wurde ohne ihn im Finale disqualifiziert.

## Persönliche Bestzeiten
- 60 m: 6,61 s, 6. März 2014, Edmonton
- 100 m: 10,12 s, 2. August 2013, Weinheim
- 200 m: 20,67 s, 20. Mai 2015, Guelph